# Belvès-de-Castillon
Belvès-de-Castillon (okzitanisch Belvés de Castilhon) ist eine französische Gemeinde mit 330 Einwohnern (Stand 1. Januar 2022) im Département Gironde in der Region Nouvelle-Aquitaine (vor 2016 Aquitaine). Sie gehört zum Arrondissement Libourne und zum Kanton Les Coteaux de Dordogne. Die Einwohner werden Belvésiens genannt.

## Lage
Belvès-de-Castillon liegt etwa 18 Kilometer ostsüdöstlich von Libourne. Umgeben wird Belvès-de-Castillon von den Nachbargemeinden Gardegan-et-Tourtirac im Norden, Saint-Michel-de-Montaigne im Osten, Castillon-la-Bataille im Süden, Saint-Magne-de-Castillon im Südwesten sowie Sainte-Colombe im Westen.

## Bevölkerungsentwicklung
| Jahr                      | 1962 | 1968 | 1975 | 1982 | 1990 | 1999 | 2006 | 2013 | 2020 |
| Einwohner                 | 309  | 322  | 280  | 295  | 325  | 341  | 328  | 341  | 334  |
| Quelle: Cassini und INSEE |      |      |      |      |      |      |      |      |      |

## Sehenswürdigkeiten
- Kirche Notre-Dame aus dem 19. Jahrhundert
- Schloss und Domäne Castegans aus dem 14. Jahrhundert mit Umbauten aus dem 15. und 16. Jahrhundert, Monument historique seit 1996

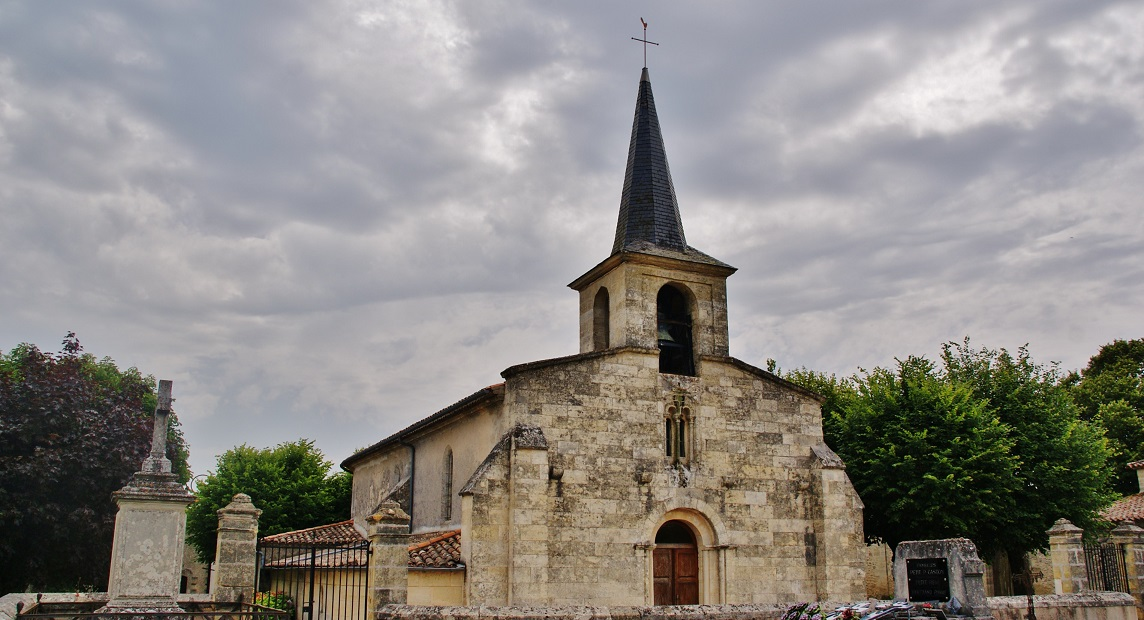
Kirche Notre-Dame
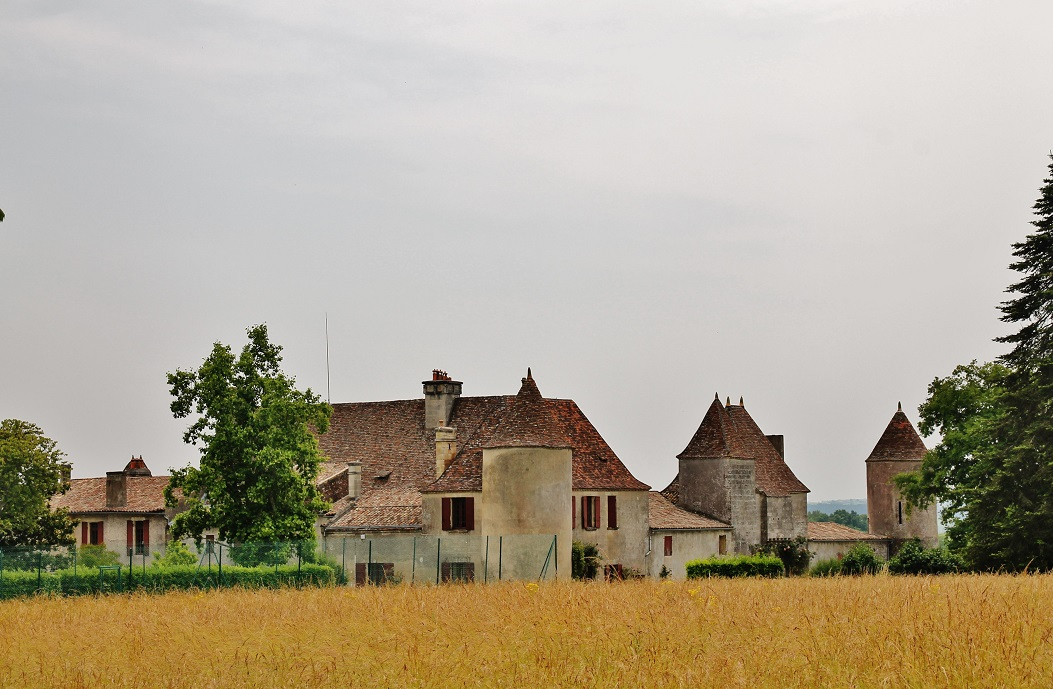
Schloss Castegans
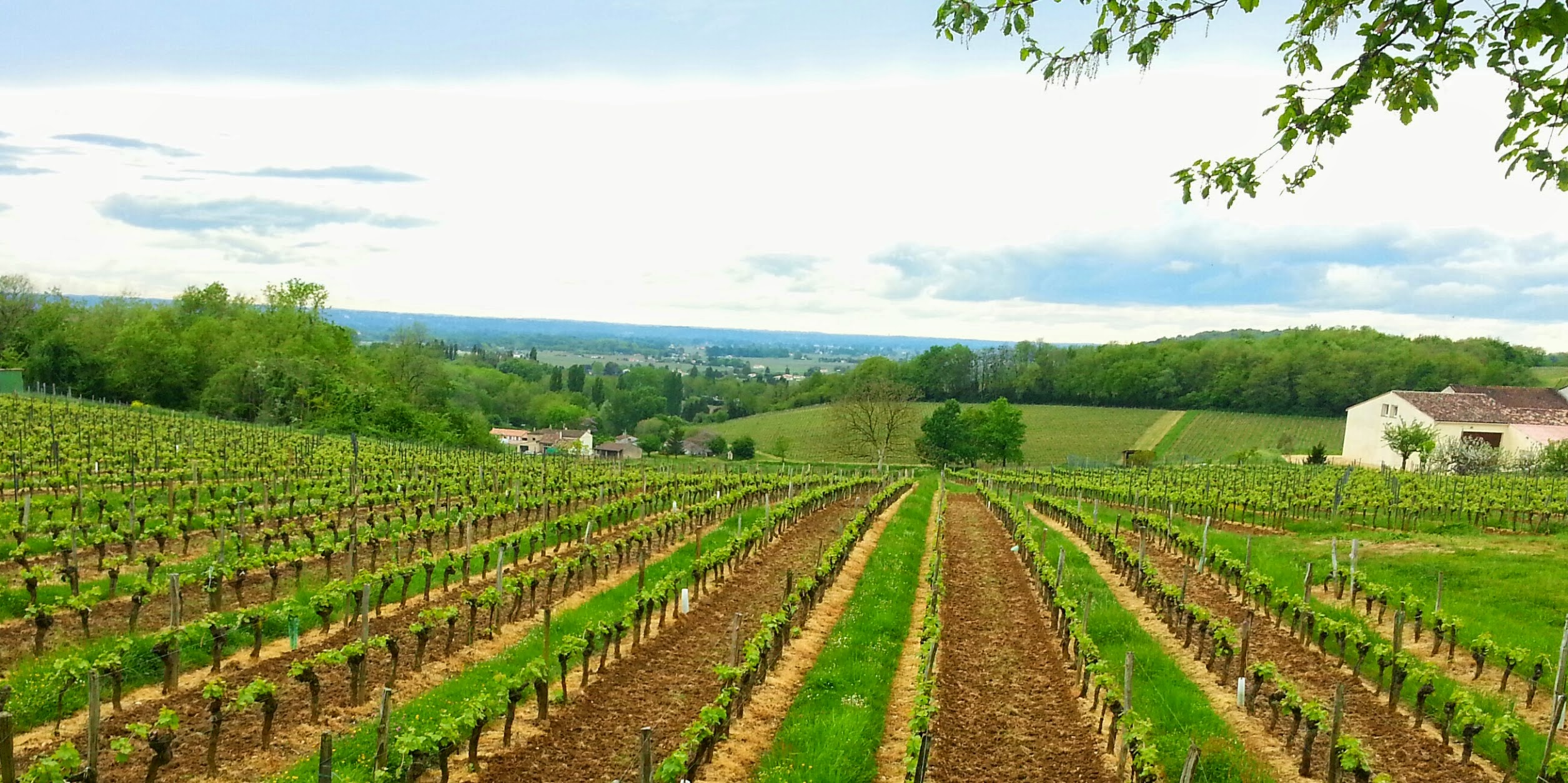
Reben in Belvès-de-Castillon